# Domenico Di Cresce
Domenico Di Cresce (Caserta, 14 maggio 1943 – Caserta, 30 novembre 2021) è stato un politico italiano.

## Biografia
Nato a Caserta nel 1943, conseguì la laurea in giurisprudenza e fu dirigente del Banco di Napoli.
Militò politicamente nelle file della Democrazia Cristiana, partito con il quale venne più volte eletto consigliere comunale nella sua città. Ricoprì inoltre l'incarico di assessore. Nel 1988 fu eletto sindaco di Caserta, succedendo a Vincenzo Gallicola, e rimase in carica fino al luglio 1990. In seguito venne eletto al consiglio provinciale della Provincia di Caserta, rimanendovi fino al giugno 1996.
Morì a Caserta il 30 novembre 2021.